# Kungsörn
Kungsörn (Aquila chrysaetos) är en rovfågel som tillhör familjen Accipitridae, och som förekommer på norra halvklotet i Eurasien, Nordamerika och delar av Afrika. Som hos många rovfåglar är honorna större än hanarna. Den adulta kungsörnen varierar från svartbrun till mörkt brun med en guldbrun hjässa och nacke. Juvenilen har vita partier på vingundersidorna och stjärten vilka ruggas bort tills den anlägger adult dräkt vid cirka fem års ålder. 
Kungsörnen nyttjar sin hastighet, rörlighet och mycket kraftfulla klor för att fånga olika sorters byten, främst medelstora däggdjur och fåglar men även i mindre utsträckning as och ödlor. Kungsörnen är monogama och par håller samman i flera år, eller till och med livet ut. Paret håller revir som kan vara mycket stora och inom reviret byggs ofta flera bon som de alternerar mellan under olika år. Bona placeras på upphöjda platser som klippor, träd eller av människan byggda konstruktioner. De bygger mycket stora plattformsformade bon. Honan lägger ett till fyra ägg som båda föräldrarna ruvar i 40–45 dagar. Typiskt överlever en till två ungar som blir flygfärdiga efter ungefär tre månader.

## Utbredning och systematik
Tidigare fanns kungsörnen över hela Holarktis, men har idag försvunnit från flera av de mer tätbefolkade områdena. Trots att den lokalt är utdöd på flera platser är den förhållandevis vida spridd och förekommer i Eurasien, Nordamerika och delar av Afrika. Den saknas helt i ökenområden och i den arktiska zonen.
Kungsörnen brukar delas in i sex underarter med följande utbredning:
- A. c. homeyeri – Iberiska halvön och nordvästra Afrika till Arabiska halvön och Iran
- europeisk kungsörn[5] A. c. chrysaetos – västra Palearktis till Sibirien och bergskedjan Altaj
- A. c. daphanea – Turkestan till Manchuriet, Pakistan, Himalaya och sydvästra Kina
- A. c. japonica – Koreahalvön och Japan
- A. c. kamtschatica – Sibirien och Altaj till Kamtjatka
- A. c. canadensis – Alaska till västra centrala Mexiko och kustområden i nordöstra USA

Subadulta kungsörnar - särskilt de som vuxit upp i norr - flyttar ofta söderut under vintern. Svenska unga kungsörnar övervintrar till stor del i mellersta och södra landet, medan finska ungfåglar har noterats bege sig till Belarus och Ukraina. Adulta fåglar i allmänhet stannar i häckningsområdet.

### Förekomst i Sverige
I Sverige häckar kungsörn i fjälltrakterna från norra Dalarna till Torne lappmark, i barrskog från mellersta Dalarna och Hälsingland till Torneälven i Norrbotten samt på Gotland och i Skåne. Den har även etablerat sig med enstaka par i flera andra landskap i Götaland och södra Svealand. 57 % av fåglarna återfinns i Västerbottens och Norrbottens län. Den förekommer idag i hela Norrland utom allra närmast kusten.

## Utseende

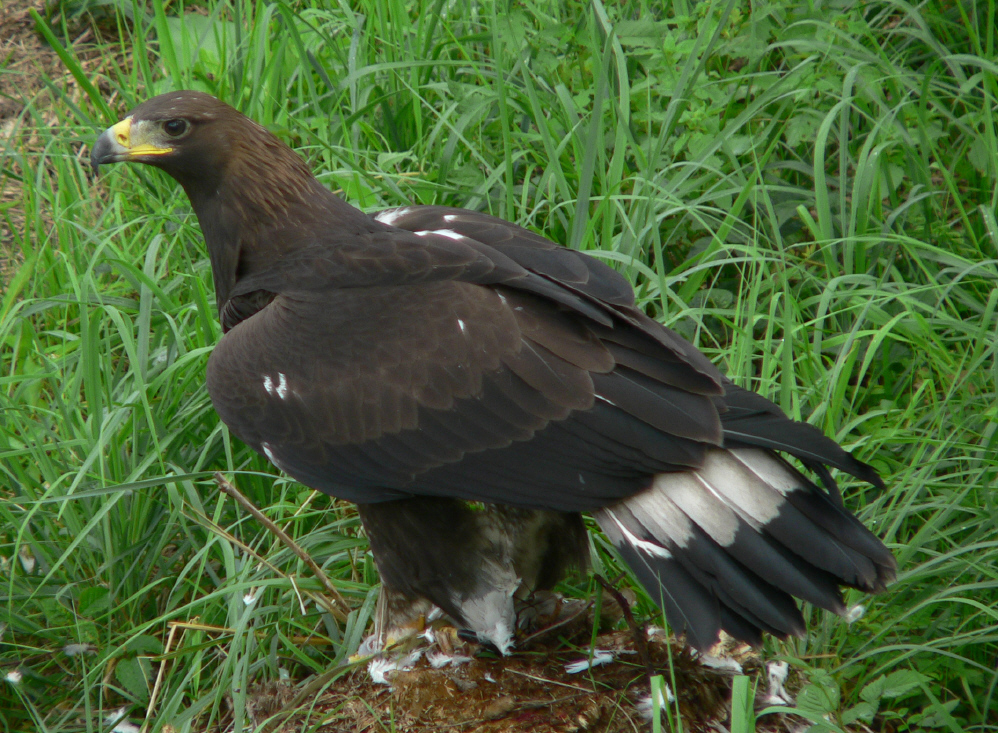
En ungfågel under sitt första levnadsår. Notera den fräscha jämnbruna dräkten där alla fjädrar är av samma generation (inga som är mer blekslitna än andra).

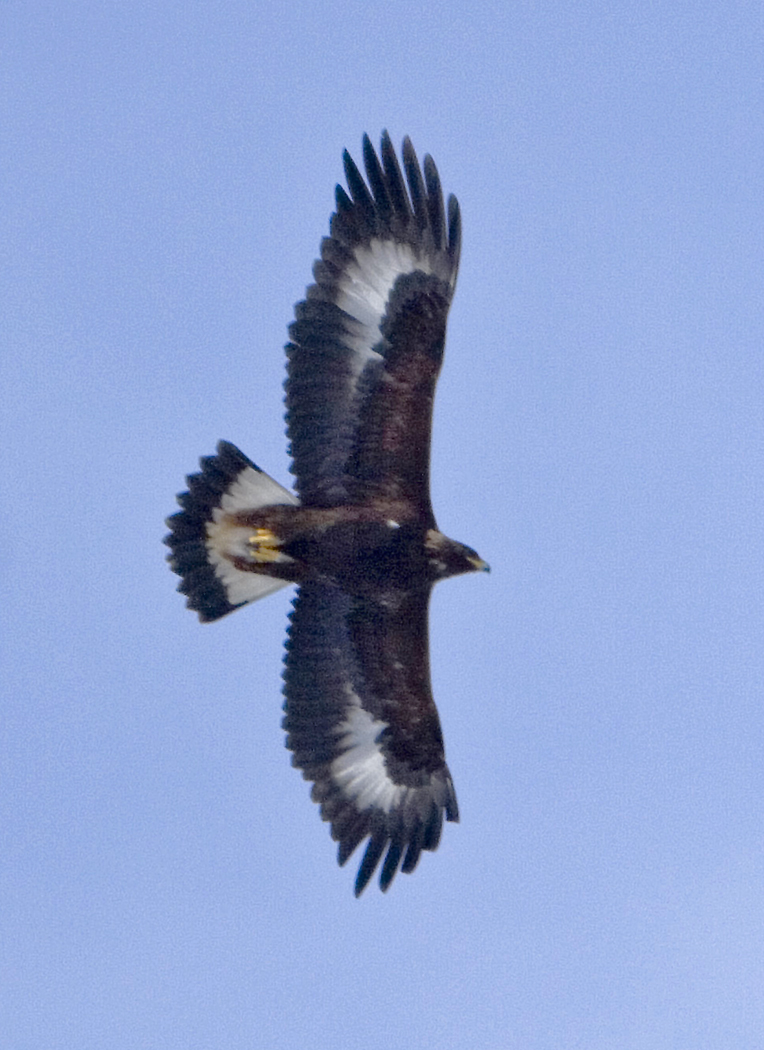
En ungfågel under sitt första levnadsår. Notera det svarta ändbandet på stjärten och de stora vita fälten på vingarna.

Adulta kungsörnar varierar kraftigt i storlek och vissa tillhör de största örnarna inom släktet Aquila. Merparten av underarterna är mellan 65 och 100 cm, med ett vingspann på 150–240 cm, och väger 2,5–7 kg. Den minsta underarten är A. c. japonica och A. c. daphanea är den som i genomsnitt är störst. Dock förekommer det att individer av A. c. canadensis kan bli större än medel och den största uppmätta kungsörnen var av detta taxa och vägde 9 kg och mätte 102 cm. Som med många arter inom Accipitriformes, är honorna större än hanarna och kungsörnshonorna väger i genomsnitt en fjärdedel- till en tredjedel mer än hanarna.
Kungsörnen anlägger adult fjäderdräkt under det femte året. Fjäderdräkten hos den adulta fågeln varierar från svartbrun till mörkt brun med en guldbrun hjässa och nacke. De övre vingtäckarna är ljusare medan vingpennorna är i det närmaste svarta. Även ovansidan av stjärtfjädrarna är ljusare närmast stjärtbasen med en otydlig mörk bandning. Juvenila och subadulta fåglar är mer jämnbruna men har istället en mer kontrastrik vingundersida och stjärt. I alla fjäderdräkter uppvisar undersidan av stjärten en vit bas i kontrast till de svarta stjärtfjäderspetsarna. Denna vita stjärtbas är större hos de subadulta fåglarna. På samma sätt är det med den vita fläck som subadulta fåglar har vid karpalleden och som långsamt bli mindre för varje ruggning.
I förhållande till havsörnen är den något mindre, har avrundad stjärt mot havsörnens spetsiga och fjäderklädda tarser, vilket havsörnen saknar.

## Läte
Kungsörnen är en relativt tystlåten fågel. Ibland hörs en klagande vissling, "klyh". Ungarna och honan tigger med ett "pi-tjulp".

## Ekologi

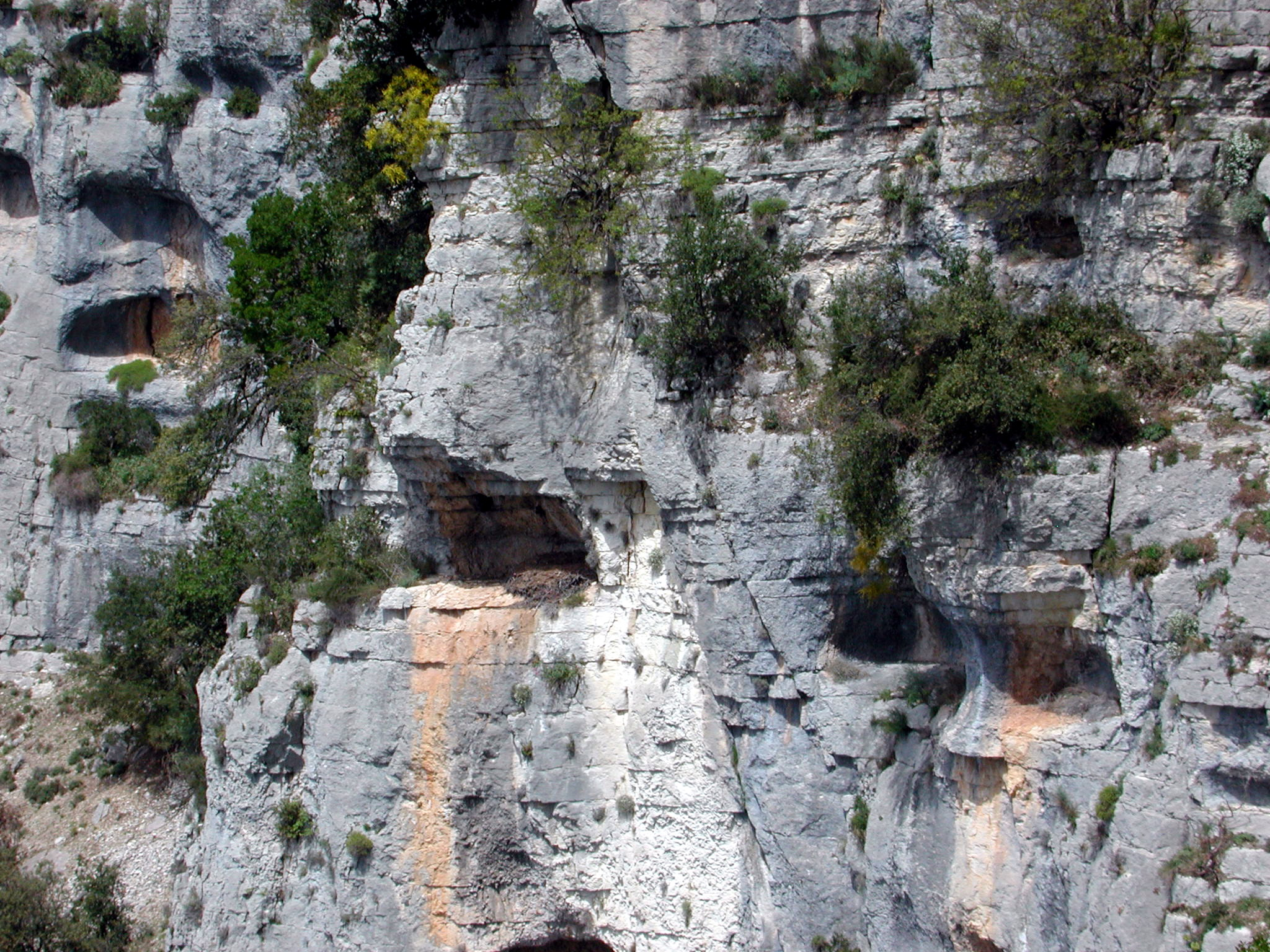
Kungsörnsbo på en klippavsats i södra Frankrike.

Kungsörnen häckar i fjälltrakter, vidsträckta skogsområden med gammal skog, och i bergsområden. Den är beroende av stora orörda områden och kraftiga boträd, framförallt vid klippsluttningar och i raviner och branter. Par kan etablera sig så nära varandra som 10 km vid god bytestillgång, upp till det dubbla i sämre marker.

### Häckning

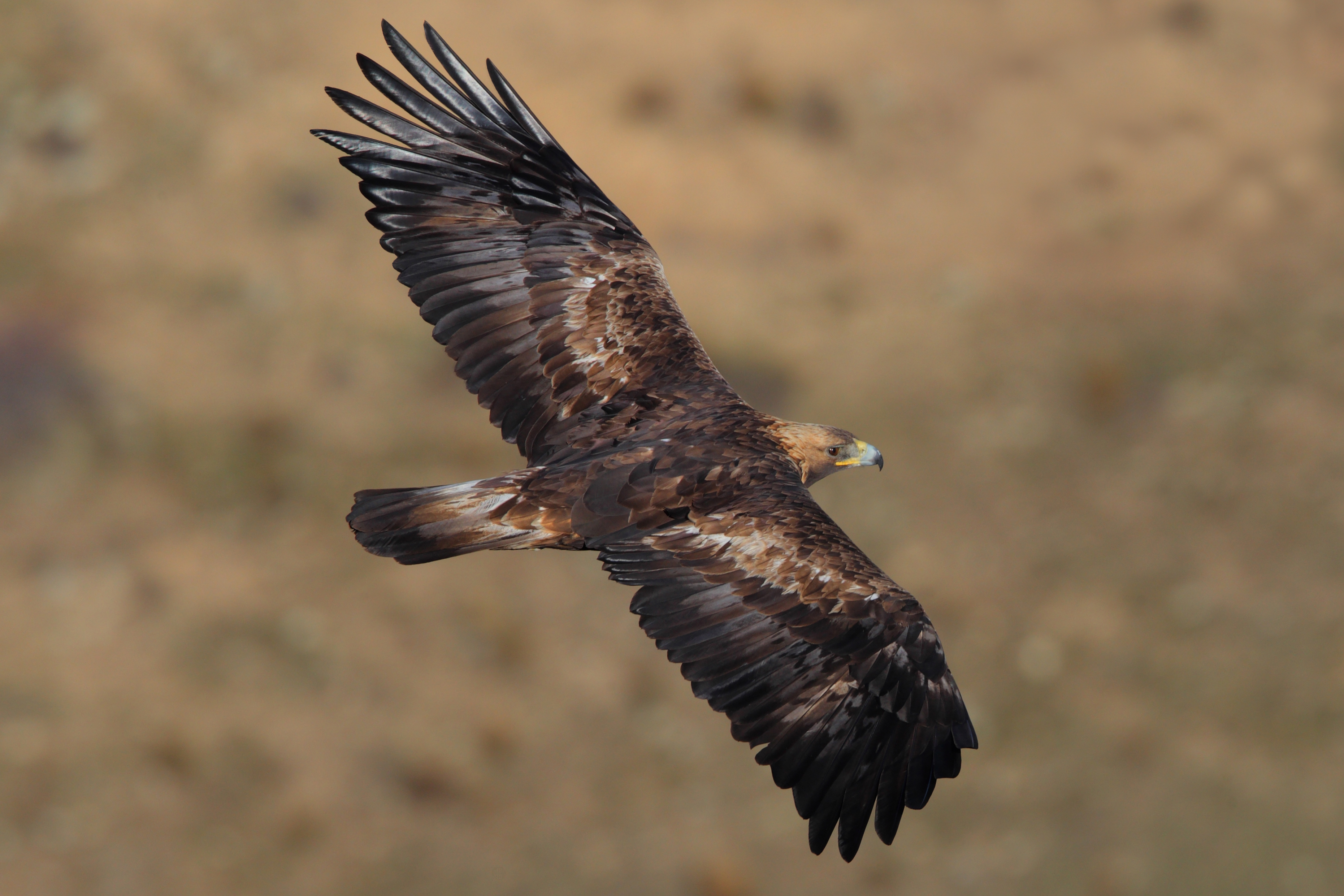
Vuxen kungsörn.

Kungsörnen är monogam och par håller samman i flera år, eller till och med livet ut. De håller revir som kan vara mycket stora, upp till 600 km2, och inom reviret byggs ofta flera bon som kan ligga flera kilometer ifrån varandra och som de alternerar mellan under olika år. Bona placeras på upphöjda platser som skyddade klippavsatser, i kraftiga träd eller på människobyggda konstruktioner. Kungsörnen bygger mycket stora plattformsformade bon som kan vara 1,5 meter i diameter och upp till 4–5 meter höga. Den väljer grova träd, exempelvis tall, som ofta har någon form av missväxt eller deformation. Boet placeras ofta en bit ned i trädet, sällan i toppen. Honan lägger ett till fyra ägg, i genomsnitt två, som båda föräldrarna ruvar i 40–45 dagar. Typiskt överlever en till två ungar som blir flygfärdiga, vilket sker efter ungefär tre månader.

### Föda

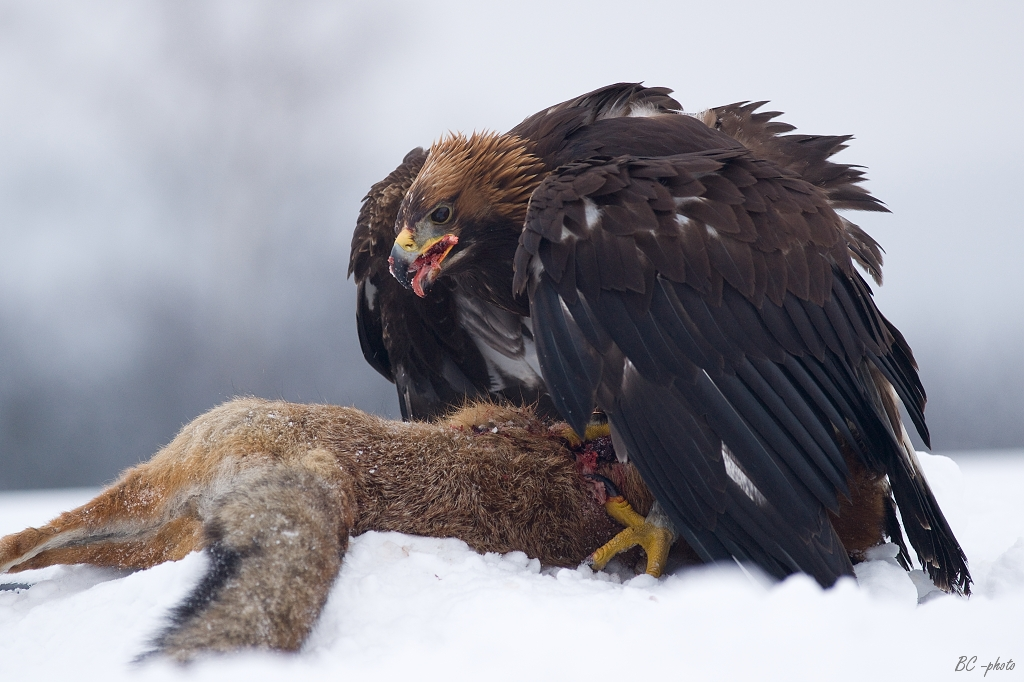
Kungsörn som slagit ett byte.

Kungsörnen lever av däggdjur och fåglar. Huvudbyten varierar beroende på var örnen lever men utgörs exempelvis av hare, murmeldjur, tjäder, orre och ripa. Den tar även större däggdjur som räv och kan slå renkalv men omfattningen av den senare formen av predation är inte klarlagd. Studier indikerar att den främst tar dödfödda eller försvagade nyfödda kalvar. Sjöfågel som ejder och gräsand ingår också i dieten, och när det är svårt att få tag i levande föda, exempelvis vintertid, äter den även as.  Vid dåliga häckningstider som innefattar matbrist kan den starkaste av de oftast två ungarna picka ihjäl den svage för att sedan äta upp den.

### Nativitet
Juveniler har mycket hög dödlighet, framförallt beroende på sämre jaktförmåga än adulta individer. Fågeln blir könsmogen efter 3–5 år. Ringmärkning har visat att vissa fåglar har levt i frihet upp till drygt 30 års ålder. Det kända Kungsörnsparet i Fyledalen (Skåne) har en ringmärkt hona med fastställd ålder 36 år (2023) och en hane som uppskattas vara 30 år.

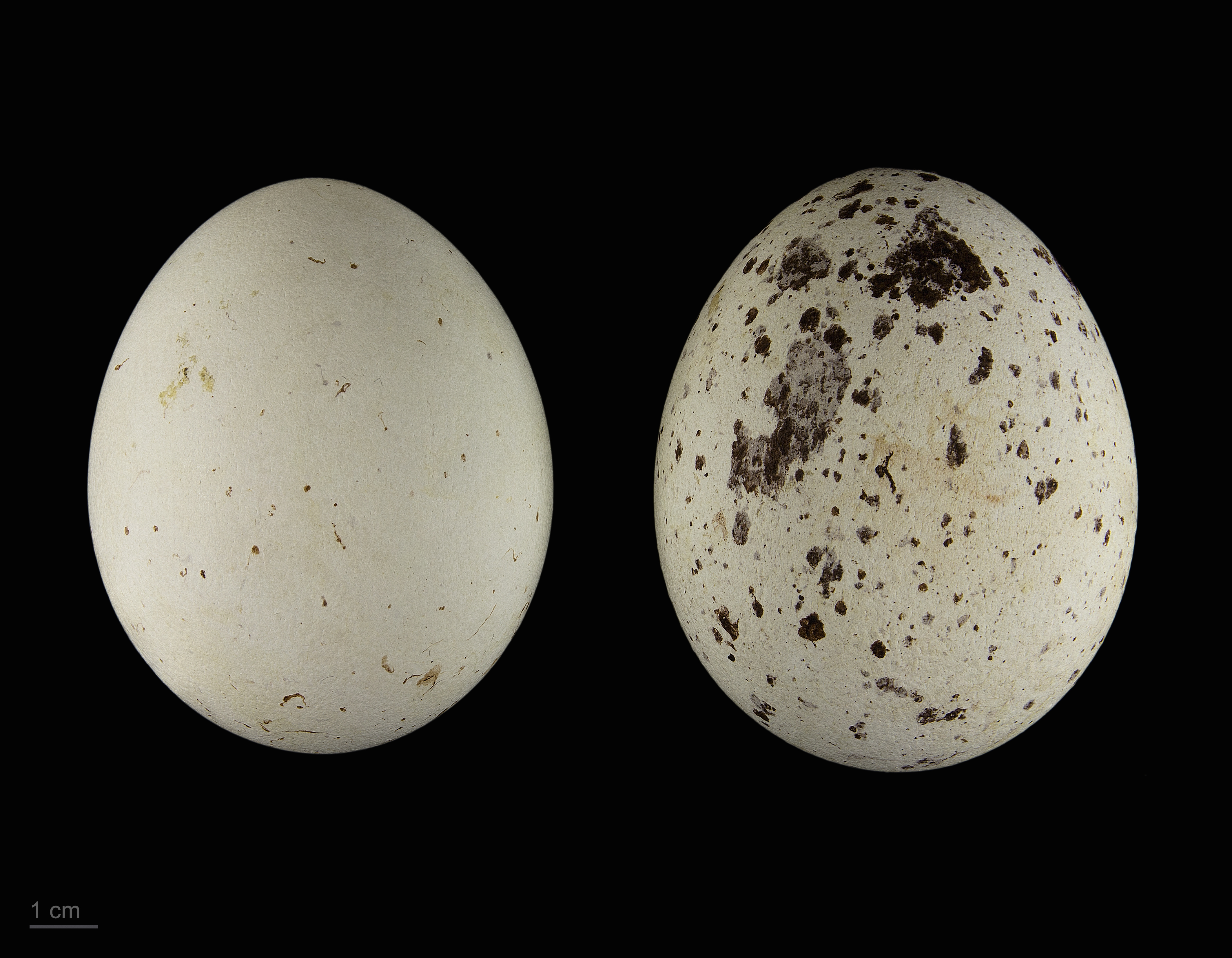
Ägg av kungsörn. Specimen från Muséum de Toulouses samlingar.

## Kungsörnen och människan

### Hot och status

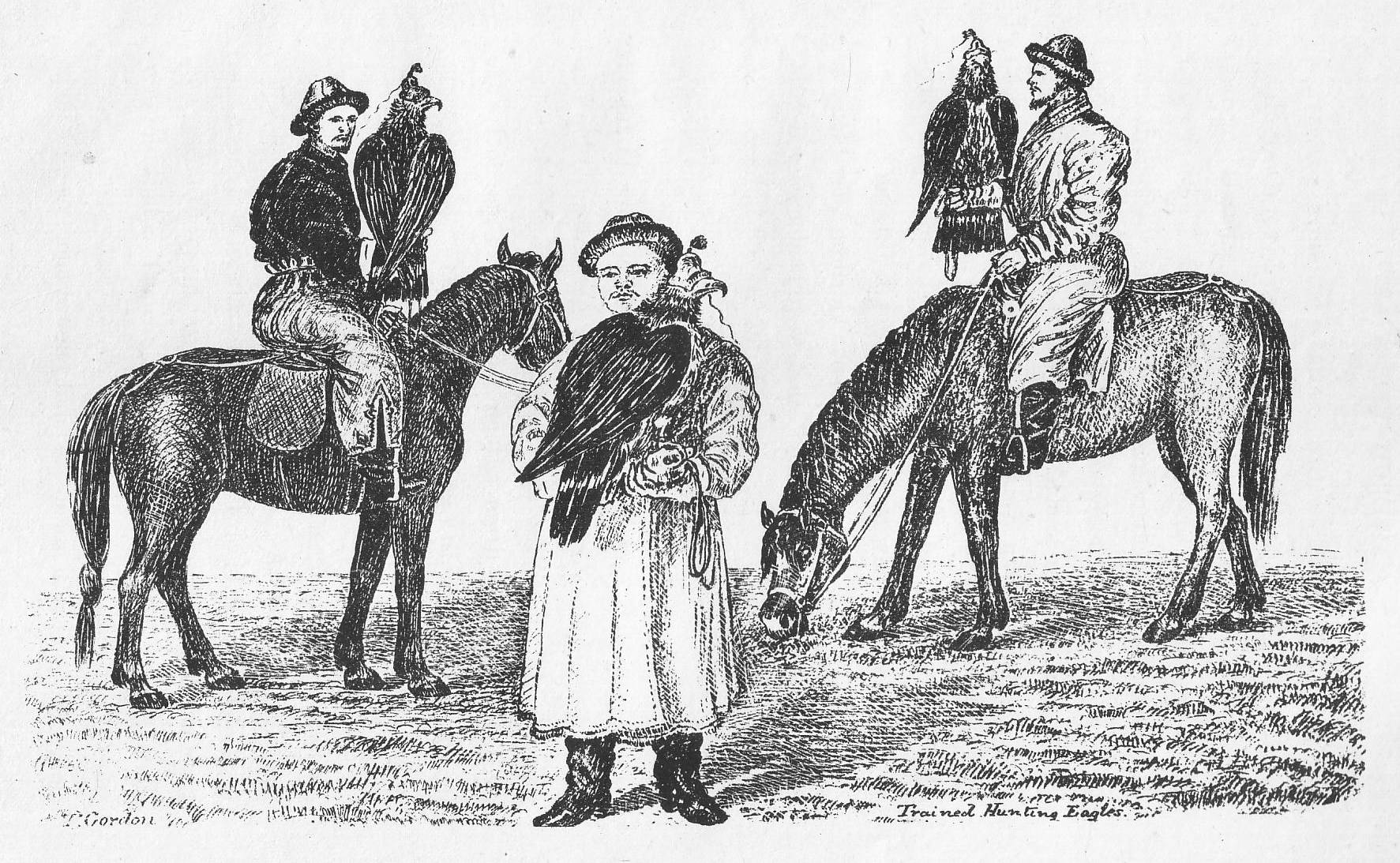
Falkenerare i centralasien med kungsörnar. Roof of the World, T.E. Gordon, 1876.

De stora hoten mot kungsörnen är biotopförstörelse och miljögifter. Kungsörnen är mycket störningskänslig och har svag och långsam reproduktion. Den är beroende av stora orörda områden och kraftiga boträd, framförallt vid klippsluttningar och i raviner och branter. Miljögifter anrikas uppåt i näringskedjan och eftersom kungsörnen befinner sig högst upp blir den också exponerad för stora doser av olika miljögifter via sin föda. Andra hot mot kungsörnen är kollisioner med olika typer av mänskliga konstruktioner som kraftledningar och vindkraftverk. Kungsörnar dödas också vid kollisioner med tåg och trafik. Olaglig förföljelse utgör också ett hot vilket hämmar arten i vissa områden.
Kungsörnen har trängts undan från flera av sina ursprungliga häckningsområden och på flera platser är den lokalt utdöd. Trots detta är den ganska allmän över sitt totala utbredningsområde och IUCN kategoriserar den som livskraftig (LC).

#### Hot och status i Skandinavien
I början av 1900-talet höll Skandinaviens örnstam på att utrotas, främst på grund av förföljelse. Ornitologen Bengt Bergs bok De sista örnarna och filmen om örnarna 1923 ledde till en debatt som resulterade i att både kungs- och havsörnen blev fridlysta i Sverige.
Kungsörnen hotas av utbyggnaden av vindkraftverk liksom skogsavverkning som minskar tillgången på gamla boträd och påverkar bytestillgången. Av de 503 döda kungsörnar som lämnades in till Naturhistoriska Riksmuseet (NRM) 1993–2011 var 13 förgiftade, 20 avsiktligt dödade, fem fällda i nödvärn, 133 trafikdödade, 86 döda av sjukdom (inklusive svält), 84 genom kollision med kraftledningar och liknande och fem av vindkraftverk.
Idag[när?] tros det finnas 680 aktiva revir i Sverige, det vill säga boplatsområden med örnpar eller ensamma könsmogna fåglar. Arten har långsamt återetablerat sig i Skandinavien, framförallt ut mot Norrlandskusten, men även ökat på Gotland från ett tiotal par på 1970-talet till dagens drygt 50. Gotland är därmed ett av världens örntätaste områden. I Skåne uppskattades det 2011 finnas sju besatta revir. Samtidigt har fjällbeståndet minskat något. Norge har den största kungsörnsstammen i Skandinavien med 700–1100 par och Finland har 350 par, medan den nyligen etablerat sig i Danmark med två häckande par.
I Sverige är kungsörnen upptagen på Artdatabankens Rödlista från 2020 som nära hotad (NT) och Naturvårdsverket har tagit fram ett åtgärdsprogram för att försöka bevara arten i Sverige.

### Namn
Kungsörnen har ofta bara kallats örnen. Dialektala namn är gullörn, gulörn, lantörn, skogsörn och slagörn.

### I kulturen
Kungsörnen har varit en mycket populär art inom falkenering. I många kulturer har arten varit högt aktad och omgiven av mystiska och religiösa föreställningar. Kungsörnen är Härjedalens landskapsfågel. Sedan 1995 ger ÖRN-72 ut tidskriften Kungsörnen som innehåller information om kungsörnsarbetet i de nordiska länderna och Europa.
Kungsörnen är nationalfågel i bland annat Albanien, Mexiko, Tyskland och Skottland.
En kungsörn var budbärare åt Zeus i den grekiska mytologin. Kungsörnen och den vithövdade havsörnen räknas som heliga för ursprungsamerikaner.
Kungsörnar har även varit motiv på frimärken i många länder

### Kungsörnsangrepp mot människor och tamdjur
Det är mycket sällsynt att en kungsörn angriper en människa. Angrepp på mindre tamdjur som hundar, renar och då framför allt renkalvar, och får samt lamm finns dock dokumenterade, även om också de är ovanliga. Det finns även äldre icke-bekräftade uppgifter om att kungsörn angripit människor direkt.
Första veckan i september 2024 rapporterades dock inte mindre än fyra angrepp på människor i Norge, i ett fall ett 20 månader gammalt barn. Angreppen skedde på relativt stort avstånd från varandra och troddes vara gjorda av fyra olika örnar. Det sades även att angreppen sannolikt utfördes av ungdjur som skrämts av människan eller eventuellt varit sjuka. Den 10 september skedde ytterligare en attack, denna gång mot två fjällvandrare vid Glittertind. Paret övermannade örnen, som senare avlivades. Samma dag rapporterades även att ett tidigare okänt angrepp ägt rum veckan innan, vilket innebär att det varit totalt sex stycken.
Unga kungsörnar håller sig normalt inom föräldrarnas revir. Därför troddes angreppen – som var utspridda geografiskt – ha utförts av olika individer. Men de senaste rapporterna är från näraliggande områden. Dessutom har Alv Ottar Folkestad på Birdlife Norge jämfört bilder och filmer från olika attacker, och drar slutsatsen att det är samma individ. "Markeringsdetaljerna i vitt och mönstret i fjäderdräkten är så individuella på kungsörnens åringar att det går att känna igen dem på det." säger han till NRK.
Ingen människa fick allvarliga skador under angreppen i Norge 2024.